# Tauone
Il tauone, o particella tau, simboleggiata con la lettera greca "τ" (tau) è una particella elementare con carica negativa (q = -e) e una massa notevole, pari a 1 777 MeV/c2. Ad essa è associata un'antiparticella (anti-tauone), che ne differisce solo per avere carica positiva, ed un neutrino (neutrino tauonico).
Il tauone è il leptone carico di terza generazione, dopo il muone (seconda) e l'elettrone (prima) e tra questi è il più massivo, circa 17 volte la massa del muone o 3477 volte quella dell'elettrone; in tal modo supera perfino il protone, o il neutrone, che sono adroni. Come tutti i leptoni ha spin 1/2 e quindi è anche un fermione.

## Storia
La particella tau fu scoperta in esperimenti condotti tra il 1974 e il 1977 da Martin Lewis Perl e dai suoi colleghi allo SLAC. Grazie ad essi gli fu conferito il premio Nobel nel 1995, che condivise con Frederick Reines. Quest'ultimo vinse il premio per la scoperta del neutrino.
Il simbolo «τ» (e di conseguenza anche il nome «tau»)  venne scelto in quanto, dopo aver riconosciuto che questa particella era un leptone carico di terza generazione, gli venne assegnata la lettera τ (tau) perché iniziale di τρίτον (triton, ossia terzo, in greco), dopo che al muone di seconda generazione era stata data un'altra lettera greca (μ).

## Decadimenti e altre proprietà
Come il muone, anche il tauone è una particella instabile che, con quella grande massa, è soggetta però ad una varietà di decadimenti, che comunque sono tutti governati dall'interazione debole: si conoscono due modalità di decadimento puramente leptoniche (nel 35,24% dei casi) e, nel restante dei casi, sei altre modalità in cui tra i prodotti figurano, oltre ai leptoni, anche i pioni e i kaoni, che però sono degli adroni; in questo il tauone è l'unico leptone a poterlo fare: il muone (μ) ha una massa insufficiente e l'elettrone è una particella stabile. La sua vita media complessiva per questi decadimenti è brevissima, meno di un picosecondo: (2,903±0,005)×10−13 s.
Per il fatto di avere massa maggiore di quella del muone, il tauone è una particella più penetrante. Tuttavia, la sua emivita brevissima rende problematico riuscire ad osservarne la radiazione di frenamento (Bremsstrahlung) e la stessa lunghezza di penetrabilità.
Si può originare dal decadimento del bosone Z0 o anche dalla collisione di due fotoni.

## Atomi esotici
Si prevede che il tauone possa formare atomi esotici come altre particelle subatomiche cariche. Uno di questi, detto tauonio in analogia con il muonio, sarebbe composto da un antitauone (τ+) e un elettrone.
Un altro è un atomo di tipo "onio" composto da un tauone e da un antitauone; è detto vero tauonio ed è difficile da individuare perché il tauone ha una vita media estremamente breve alle basse energie (non-relativistiche) necessarie per formare questo atomo. La sua individuazione sperimentale sarebbe importante come test per l'elettrodinamica quantistica.